# 聽海湧
《聽海湧》（英語：Three Tears in Borneo）是一部2024年播出的台灣戰爭電視劇，故事以第二次世界大戰時期的婆羅洲為背景，由孫介珩執導，吳翰林、黃冠智、朱宥丞、連俞涵、施名帥、周厚安和Runa連袂主演。全劇共5集，於2024年8月17日起在公視首播。
此劇播出後曾遭質疑扭曲史實、醜化原型人物，公視為此舉辦座談會，導演孫介珩在座談會表示劇集啟發自歷史事件，劇中人物皆為虛構。。

## 劇情大綱
時值太平洋战争末期，大日本帝国從殖民地臺灣徵召台籍青年充當軍屬，前往婆罗洲監管日軍捕獲的盟軍战俘。戰後，澳洲軍隊接管戰俘營，發現營地壕溝曾發生屠殺，42人橫尸。台籍戰俘監視員被指控犯下虐待和屠殺戰俘的罪行，並被送上澳大利亚軍事法庭審判。

## 演員
| 演員              | 角色       | 介紹                                               |
| ----------------- | ---------- | -------------------------------------------------- |
| 吳翰林            | 新海志遠   | 臺籍戰俘監視員，壕溝屠殺案被指認的首個被告。       |
| 黃冠智            | 新海輝     | 臺籍戰俘監視員。                                   |
| 朱宥丞            | 新海木德   | 臺籍戰俘監視員。                                   |
| 施名帥            | 羅進福     | 福建人，中華民國駐北婆羅洲领事，在戰爭中淪為戰俘。 |
| 連俞涵            | 何景儀     | 領事夫人。                                         |
| 李晏駒            | 南鄉忠     | 臺籍戰俘監視員。                                   |
| 李國強            | 廣田順     | 臺籍戰俘監視員。                                   |
| 陳家寶            | 川上賓     | 臺籍戰俘監視員。                                   |
| 周厚安            | 威廉·柯爾  | 澳大利亚軍事檢察官，負責起訴壕溝屠殺案。           |
| 馬場克樹          | 高橋庄治郎 | 日本辯護律師團團長。                               |
| 岡本孝            | 小林清雄   | 日本辯護律師。                                     |
| 松大航也          | 渡邊直人   | 日本辯護律師。                                     |
| 塚原大助          | 田中徹     | 帝國陸軍戰俘營中佐指揮官。                         |
| 葛西健二          | 龜田源作   | 帝國陸軍戰俘營副指揮官。                           |
| 辻伊吹            | 北川國夫   | 帝國陸軍小隊長。                                   |
|                   | 竹崎正八   | 帝國陸軍上等兵。                                   |
| 塗茂るな （Runa） | 淺田櫻子   | 新海志遠的內地籍女友，糖廠廠長的女兒。             |
| 鄭有傑            | 櫻子父親   | 櫻子的父親。                                       |

## 製作

### 緣起
2018年，導演孫介珩與編劇蔡雨氛及多位主創在台北中山堂參加台北電影節VR黑客松開始想要創作一部探討近代臺灣人认同的作品，而其中台籍日本兵在面臨政治身分轉換的時候，也陷入更加強烈，也更矛盾的境地，因此便以台籍日本兵為主題進行創作。蔡雨氛開始尋找二戰資料，並從《終戰那一天》這本非虛構作品中，知道「台籍戰俘監視員」的存在，之後讀了李展平的《前進婆羅洲：臺籍戰俘監視員》，閱讀中浮現畫面，劇中人物新海志遠就是根據《前進婆羅洲：臺籍戰俘監視員》中柯景星遇見卓還來夫婦的史料為靈感，蔡雨氛嘗試將柯景星與中華民國駐北婆羅洲领事夫人的互動改編成短片劇本：主角以菸換取雞蛋，暗自幫助獨自撫育嬰孩的領事夫人，最後以法庭審判作為收尾。而後，他們再將這個以台籍戰俘監視員、中華民國領事夫人和戰犯審判為軸故事，改編擴寫成以迷你劇集《聽海湧》。在真實歷史中，卓還來的妻兒幸存至戰後；同為俘虜的卓還來1945年7月被日軍槍殺，未參與戰後審判。柯景星在屠殺戰俘案件中一度被判死刑，後來上級軍官杉田鶴雄向法庭坦承「台籍監視員槍殺戰俘是奉自己命令」，於是柯被改判有期徒刑，1953年獲釋，其後返回臺灣定居。

### 開發
該作品為首部以第二次世界大戰時期台灣人為視角拍攝的劇集，由公共電視台投資和發行。該劇於2021年入選金馬創投會議，並在2023年2月14日宣佈開拍，由孫介珩執導並兼任製作人，林佳儒擔任共同製作人，編劇蔡雨氛，吳翰林、黃冠智、朱宥丞、連俞涵、Runa連袂主演。主創團隊實地走訪婆羅洲、日本與英國進行田野調查，採集相關史料、影像與聲音元素。為了預備演出，吳、黃和朱三人於開拍前半年開始學習日語，隨後與劇組一同到日本學習日語和日本文化三週。同年5月，施名帥和周厚安宣佈參演，而劇組亦透露將會有來自英國、日本、美國、澳大利亞和馬來西亞的演員加入演出陣容，其中包括日本的塚原大助和松大航也。

### 製作團隊
- 出品：公共電視文化事業基金會
- 聯合出品：高雄人、三餘創投股份有限公司
- 出品人：胡元輝、徐秋華
- 監製：於蓓華
- 聯合監製：李淑屏、巫知諭
- 製作人：林佳儒、湯昇榮、孫介珩
- 導演：孫介珩
- 編劇：蔡雨氛
- 製片：鍾佳霖
- 攝影指導：王淳宇
- 造型指導：周建良
- 藝術指導：廖惠麗
- 美術指導：李薇
- 剪輯指導：高鳴晟
- 聲音設計：張喆泓
- 配樂：福多瑪

### 拍攝
主體拍攝於2023年2月14日在高雄市開始，同年4月中殺青。該劇有八成場景都在高雄拍攝。

### 發行
該劇共五集，於2024年首播。由公共電視出品，高雄人和三餘創投聯合出品，看不見電影工作室與回甘映像製作，主要拍攝場景散佈在高雄、臺東及屏東等地，並實地前往馬來西亞北婆羅洲取景拍攝，該劇自8月17日起，每週六晚上9點在公視頻道、Hami Video電視館播出，晚上10點公視+、MOD與Hami Video影劇館上架，並於2024年11月上架Netflix。

### 首映
《聽海湧》於2024年3月入圍全歐洲最大《法國SERIES MANIA劇集展》國際全景單元，並於法國進行全球首映。影展對故事內容和製作面給予高度評價：
《聽海湧》是一部對歷史和戰爭敘事有精彩演繹，且具有深情而深刻人物刻畫的作品，以詩意的筆觸巧妙地編織了許多人物、時間線和主題，我們也要讚揚整個團隊所呈現出來的故事結構，戰爭不是一種容易表達的體驗，更不是一個容易消化的主題，但製作團隊在《聽海湧》中成功以動人的方式呈現。

### 分集列表
| 集數 | 標題          | 上線日期      | 收視率 |
| ---- | ------------- | ------------- | ------ |
| 1    | 第一集 黑鳶   | 2024年8月17日 | 待公佈 |
| 2    | 第二集 赤陽   | 2024年8月17日 | 待公佈 |
| 3    | 第三集 強風   | 2024年8月24日 | 待公佈 |
| 4    | 第四集 侏儒象 | 2024年8月24日 | 待公佈 |
| 5    | 第五集 海湧   | 2024年8月31日 | 待公佈 |
| 6    | 紀錄片        | 2024年8月31日 | 待公佈 |

## 爭議

### 侵權嫌疑和不符原型人物
2024年9月，文史工作者徐宗懋與李展平對該劇內容产生质疑，認為该剧剧情「瞎編」，並提出「對《聽海湧》發起『侵權求償提告贊助計劃』」，意图向公視提请侵權賠償，同时計畫重新出版李展平於2005年发行的歷史著作《前進婆羅州─臺籍戰俘監視員》。
9月11日，公視回應称：「《聽海湧》為懸疑類型戲劇，以二戰期間為背景，講述婆羅州日軍戰俘營，臺籍監視員的故事，帶出各國角力、日治時代臺灣人的艱困處境和身分認同問題。製作團隊研究國內外學術研究成果、口述歷史、自傳回憶錄、新聞報導、政府及國際法庭審判相關歷史文件、歷史影像與聲音等，並從中取材符合戲劇所需的元素及設定加以編寫創作。《聽海湧》劇中人物的設定乃參考收集資料，並非改編特定人物，劇中虛構人物羅進福與歷史上真實的卓還來領事連結，並非事實，此不實指控已嚴重扭曲創作者與本劇製作初衷，也對卓家遺族造成傷害。」
9月17日，李展平指出，原型參考自卓還來夫妻和柯景星的三個角色，是貫穿全劇的靈魂人物，他花了多年心血研究婆羅洲台籍戰犯戰俘監視員，並促成了卓還來後代來台面見柯景星。《聽海湧》工作人員兩年前曾拜訪他說要做相關研究，他也提供史料與照片以表支持。《聽海湧》全台巡迴宣傳劇本書時，使用他提供的卓家後代與柯景星會面的照片強調「真有所本」，結果醜化歷史人物不說，公視還撇清說「不宜將兩人直接連結」。他表示，已透過友人聯絡卓家在美國後代，討論提出損害名譽法律訴訟。

同日，國史館臺灣文獻館发布新聞稿，指出李展平并无《前進婆羅州─臺籍戰俘監視員》的著作財產權：
|                                      | 有關公共電視《聽海湧》參考本館《前進婆羅洲─臺籍戰俘監視員》一書，本館說明如次： 一、李展平先生於2005年任職本館編纂時，撰寫《前進婆羅洲─臺籍戰俘監視員》一書，本書由本館於2005年8月出版。 二、依據當時《著作權法》第11條之規定，此書屬李展平先生職務上著作，本書之著作財產權歸本館所有，李展平先生享有著作人格權。 三、關於《聽海湧》參考本館《前進婆羅洲─臺籍戰俘監視員》一節，請相關各方尊重著作權法相關規定。 |
| ——國史館臺灣文獻館，民國113年9月17日 | |

國史館臺灣文獻館同时表示，《聽海湧》相關劇情是以歷史為背景進行改編，屬於戲劇創作而非紀錄片，文獻館予以尊重，另有其他觀點也可顯露社會多元。
對於臺灣文獻館的說法，
- 著作權法的學者章忠信表示即使只有著作人格權仍可依據《著作權法》第17條禁止不當改變，並非作者無著作財產權，編劇就可以亂編。
- 李展平表示自己是在公餘時間自費採訪報導，當時文獻館編纂的職務內容不含出書，是因為對前館長劉峰松的情義與信賴才交由文獻館出版。
- 徐宗懋指文獻館在20年前並未申報該書的著作財產權。

10月9日，公視舉辦「真實與虛構——時代戲劇創作與相關法律問題，以《聽海湧》為例」座談會，其中：
- 導演孫介珩在座談會表示，《聽海湧》是在眾多史料與歷史事實的基礎上進行虛構創作，並非改編李展平之單一著作。包括台籍戰俘監視員、澳洲檢察官、日本律師、中華民國領事等這些歷史上真實職務的存在，給予創作更多的靈感與可能性，但為了表達複雜的人性，角色仍是虛構，因為需要完成劇中不同的角色關係與情節推展，最終傳達創作者想表達的故事核心，這就是《聽海湧》這個故事和角色的基本創作邏輯。[3]
- 《聽海湧》歷史顧問、政大歷史系教授藍適齊表示，歷史劇當中的人物是一個時代的綜合體，是好幾個人物的情緒想法結合起來，放在一個角色上面，這是戲劇虛構的必要性。劇中的羅進福領事與真實歷史上的卓還來領事，除了在名字、家庭組成、遭遇都不一樣以外，卓還來領事是福州閩侯人，講閩東語，和台灣人當時普遍使用的台灣話是無法溝通的，而劇中羅領事與台籍戰俘監視員可溝通，是因為與其妻設定為福建廈門人，使用廈門話屬閩南語，可與來自台灣的主角們溝通，也因此劇情得以推展，這就是戲劇與角色虛構的必要性。[22]
- 著作權律師黃秀蘭在座談會表示，歷史事實不受著作權法保護，甫獲艾美獎18項大獎、創紀錄的美國影集《幕府將軍》，以日本江戶幕府時代為背景，參考真實歷史，大量角色人物以真實歷史人物為原型，但皆無使用歷史人物真實姓名，這牽涉到每一個時代，每一個地區的立法者的價值判斷，是否允許一個戲劇有其戲劇張力，透過虛構、透過想像、透過創造來完成戲劇作品。在描述英國王室的影集《王冠》第四季中談到查理斯王子的婚外情，戴安娜王妃因此得到厭食症，引發英國王室震怒，透過文化大臣警告Netflix：會誤導我們年輕的一代，誤以為歷史就是這樣。Netflix則聲明回應：「我們的用戶，都不會誤會，文化大臣你真的是想太多了，大家都知道，我們是在歷史的基礎上去虛構這些情節。」[23]

2025年1月，柯景星之子柯文仁在接受徐宗懋訪談時，認為《聽海湧》改編傷害到柯景星名譽，形同將柯景星當成殺害領事夫人母子的兇手。他表示編導從來沒拜訪過他們，完全不同意編導說這部戲代表「臺籍戰俘監視員的時代故事」、「臺灣人的二戰視角」、「臺籍戰俘監視員的遭遇和感情」，認為編導只是醜化和栽贓。李展平则表示，導演孫介珩曾在3年前去往李展平住宅，并表示将会拍摄二戰的故事；去年9月，孫介珩前往李展平家中抱怨自己被攻擊，李展平當時则回應是孫介珩亂搞，孫随即送李展平劇本，並向其道歉。
導演孫介珩表示，李展平在文獻館的著作僅是《聽海湧》眾多參考資料之一，早在二十世纪九十年代，中研院和很多文史工作者就以嚴謹的方式，對包括柯景星在內的台籍日本兵进行訪談並出版。其他资料，如許多老兵自己的回憶錄、法庭紀錄、國內外著作和新聞媒體的報導中，都描述了很多包括台籍戰俘監視員給女戰俘雞蛋、被迫殺害俘虜、成為戰犯被判刑等經歷，这些都是劇組珍貴的田調來源。導演孫介珩感謝所有歷史研究者及台籍老兵留下了這些重要的歷史記憶，也接受各方指教，但是並未回应向李展平道歉一事。
製作人林佳儒表示，徐宗懋、李展平的「瞎編、抄襲」指控，對製作團隊無疑是嚴重誹謗，以及對專業工作人員的傷害，硬將虛構人物和真實存在的先人畫上等號，令其後代對《聽海湧》產生誤會，是對相關先烈和後族的二度傷害，這種看似路見不平實則不公不義的行為，真正的意圖令人費解。

## 外部連結
- 聽海湧 Three Tears in Borneo的Facebook專頁
- 豆瓣电影上《聽海湧》的資料 （简体中文）